# Matelassé

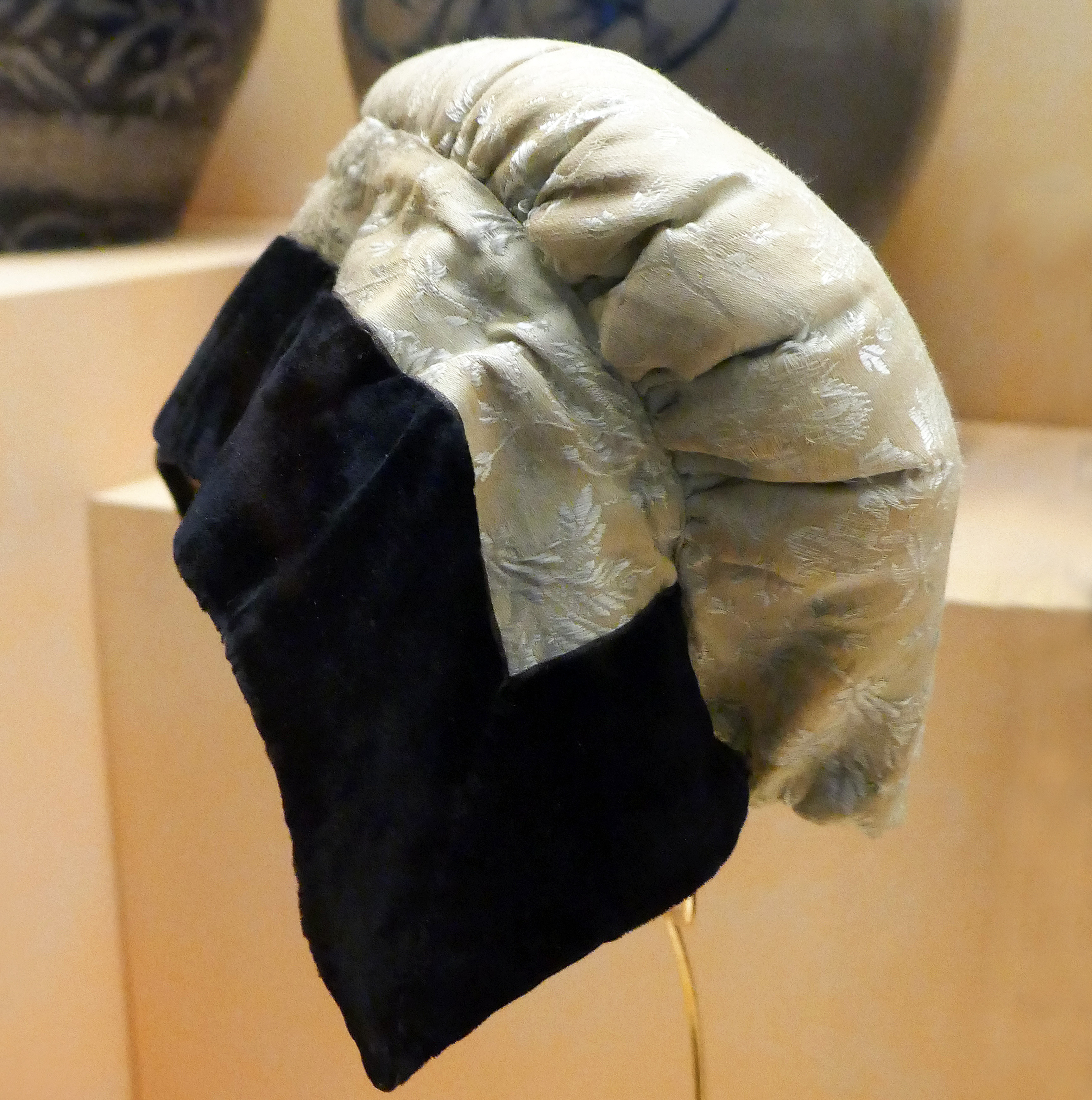
Haube mit Mattelassé (Elsass, Ende 19. Jh.)

Matelassé (frz. matelassé = gesteppt) ist die Handelsbezeichnung für Doppelgewebe mit großzügiger, meist figürlicher Jacquardmusterung auf der Gewebeoberseite
Es ist ein dem Pikee ähnliches Steppgewebe und Hohlgewebe. Der figürliche Reliefeffekt wird ohne Verwendung von Krepp- und Schrumpfgarnen erhalten, der nicht faltig oder rissig, sondern vielmehr gepolstert wirkt. Im Gegensatz zum Cloqué ist die Gewebeoberfläche  erhaben, jedoch nicht blasig.
Dieses Doppelgewebe besteht in der Regel aus zwei Kett- und drei Schussfadensystemen (z. B. Obergewebe aus Seide oder Chemiefasern, Untergewebe aus Chemiefasern oder Baumwolle). Die Grundbindung ist Taft, die Figuren sind oft Satinbindung. Im Gegensatz zum Pikee wird Matelassé nicht mit einer Steppkette, sondern mit einem Steppschuss gewebt. Eingesetzt wird Matelasse für Möbel- und Dekostoffe sowie Jacken.